# Jagdgeschwader 1 „Oesau“
Das Jagdgeschwader 1 „Oesau“ (JG 1) war ein Traditionsgeschwader der deutschen Luftwaffe im Zweiten Weltkrieg, benannt nach seinem sechsten Kommodore, Walter Oesau.

## Geschichte

### Aufstellung und Umstrukturierungen
Der am 30. November 1939 aufgestellte Stab des „Jagdgeschwaders Nordwest“ wurde am 8. Dezember 1939 in den Stab des Jagdgeschwaders 1 umgewandelt und unterstand fortan dem Luftgaukommando XI der Luftflotte 2. Ab 1942 unterstanden ihm nur noch I. bis IV. Gruppe des JG 1.
Die I. Gruppe des JG 1 entstand am 1. Mai 1939 im ostpreußischen Jesau durch Umbenennung der I. Gruppe des Jagdgeschwaders 130. Sie unterstand zunächst dem Luftwaffenkommando I, nach Verlegung nach Lübeck-Blankensee dem Luftgau-Kommando VI, ab 1. Oktober 1939 dem Stab des Jagdgeschwaders 27. Am 3. Juni 1940 war sie kurzzeitig dem Stab des Jagdgeschwaders 77, ab dem 6. Juni für eine Woche dem Stab des Jagdgeschwaders 51 unterstellt. Die I. Gruppe wurde am 5. Juli 1940 in die III. Gruppe des JG 27 umgewandelt. Am 7. Dezember 1940 entstand eine neue 1. Staffel der I./JG 1, die im Kern aus der Jagdstaffel Holland gebildet wurde und nun erstmals auch dem Stab/JG 1 unterstand. Am 1. April 1943 wurde die I. Gruppe als II. Gruppe des neu aufgestellten Jagdgeschwaders 11 ausgegliedert und die IV./JG 1 in I./JG 1 und damit 10.–12./JG 1 in 1.–3./JG 1 umbenannt. Am 19. Oktober 1943 wurde ihr die neu aufgestellte Sturmstaffel 1 des Jagdgeschwaders 1 zur Bekämpfung viermotoriger Bomber unterstellt. Sie wurde am 15. August 1944 um eine neue 4. Staffel ergänzt.
Die II. Gruppe des JG 1 wurde am 15. Januar 1942 im niederländischen Katwijk durch Umbenennung der I. Gruppe des Jagdgeschwaders 3 eingerichtet. Die Gruppe erhielt ihren eigenen Gruppenstab und bestand anfänglich aus 4. bis 6. Staffel. Am 15. August wurde die 4. zur 7. Staffel und die 7. Staffel des JG 51 als 8. Staffel unterstellt. Letztere wurde am 5. April 1945 aufgelöst.

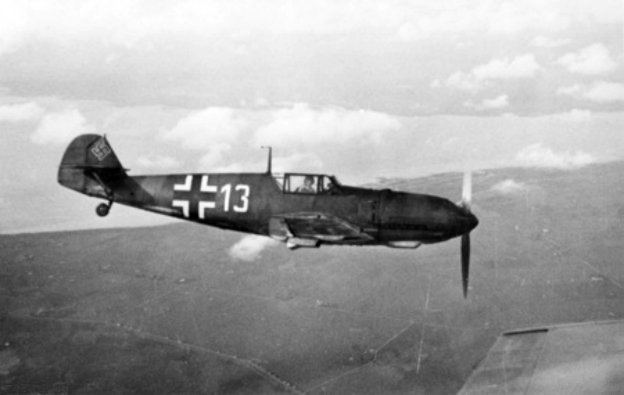
Messerschmitt Bf 109E des JG 1 nahe Jever

Die III. Gruppe des JG 1 wurde am 6. Februar 1942 in Husum aufgestellt. Ihr Gruppenstab bildete sich aus dem Stab der Ergänzungsgruppe des Jagdgeschwaders 52, die 7. Staffel aus den Einsatzstaffeln der Jagdführerschulen Breslau, Gleiwitz und Königsberg, die 8. Staffel aus der Einsatzstaffel der Ergänzungsgruppe des JG 27, die 9. Staffel aus der Einsatzstaffel der Ergänzungsgruppe des JG 52. Am 1. April 1943 wurde sie als I. Gruppe des JG 11 ausgegliedert und eine neue III. Gruppe gebildet, die nach Beginn der alliierten Landung in der Normandie am 6. Juni 1944 unter dem Kommando des Geschwaderstabes als Jagdgruppe eingesetzt wurde. Am 15. August 1944 wurde die 7. zur 10. Staffel und die 8. zur 11. Staffel umgegliedert.
Die IV. Gruppe des JG 1 wurde ebenfalls im Januar 1942 im französischen Vannes gebildet, deren Gruppenstab aus dem Stab der Ergänzungsgruppe des Jagdgeschwaders 53, 10. Staffel aus der Einsatzstaffel der Ergänzungsgruppe des Jagdgeschwaders 2, 11. Staffel aus der Einsatzstaffel der Ergänzungsgruppe des Jagdgeschwaders 26 und 12. Staffel aus der Einsatzstaffel der Ergänzungsgruppe des JG 51 entstand. Am 21. März 1942 wurde sie in das neu aufgestellte Jagdgeschwader 5 eingegliedert. Am 28. März 1943 entstand eine neue IV. Gruppe, deren Stab durch Neuaufstellung, 10. Staffel aus dem Einsatzschwarm der Jagdfliegerschule 1, 11. Staffel aus dem Einsatzschwarm der Jagdfliegerschule 4 und 12. Staffel aus Teilen der alten IV. Gruppe gebildet wurde. Am 1. April 1943 wurde sie zur I./JG 1 umbenannt.
Im Juni 1943 erfolgte die Aufstellung eines Höhenschwarmes beim Jagdgeschwader 1 zur Bekämpfung alliierter Höhenaufklärer. Dieser unterstand direkt dem Stab des JG 1 und wurde Ende September 1943 in 11./JG 1 umbenannt.

## Gliederung
Der Geschwaderstab führte am 10. Januar 1945 die I. bis III. Gruppe die wiederum in Staffeln unterteilt waren. Die 1. bis 4. Staffel gehörte der I. Gruppe, die 5. bis 8. Staffel der II. Gruppe und die die 9. bis 12. Staffel der III. Gruppe an. Jede Staffel, geführt durch einen Staffelkapitän, war in vier Schwärme mit je zwei Rotten zu je zwei Flugzeugen unterteilt. Daraus ergab sich eine Sollstärke der Jagdgruppe von 64 Flugzeugen in den vier Staffeln + 4 Flugzeuge für den Gruppenkommandeur und seinen Stab. Dies ergab bei drei Jagdgruppen eine Sollstärke von 204 Flugzeugen, + 4 Flugzeuge für den Geschwaderkommodore und seinen Stab. Daraus ergab sich eine Sollstärke von 208 Flugzeugen.

## Kommandeure

### Geschwaderkommodore
Ursprünglich war das Jagdgeschwader 1 1938 als einzelne Gruppe I./JG 1 aufgestellt worden. Ein vollständiges Geschwader wurde erst im November 1939 gebildet. Der erste Geschwaderkommodore war Carl-August Schumacher.
| Dienstgrad     | Name                   | Zeit                                 |
| -------------- | ---------------------- | ------------------------------------ |
| Oberstleutnant | Carl-August Schumacher | 30. November 1939 bis 5. Januar 1942 |
| Major          | Erich von Selle        | 6. Januar 1942 – 27. August 1942     |
| Oberstleutnant | Erich Mix              | August 1942 – 31. März 1943          |
| Oberstleutnant | Hans Philipp           | 1. April 1943 – 8. Oktober 1943      |
| Major          | Hermann Graf           | Oktober 1943 – 10. November 1943     |
| Oberst         | Walter Oesau           | 12. November 1943 – 11. Mai 1944     |
| Major          | Oskar-Heinrich Bär     | 12. Mai 1944 – 20. Mai 1944          |
| Oberst         | Herbert Ihlefeld       | 20. Mai 1944 – 8. Mai 1945           |

### Gruppenkommandeure
I. Gruppe
- Major Bernhard Woldenga, 1. Mai 1939 – Februar 1940
- Hauptmann Joachim Schlichting, 13. Februar 1940 – 5. Juli 1940
- Oberleutnant Erich Mix, September 1941 – August 1942
- Major Fritz Losigkeit, 1. April 1943
- Hauptmann Hans Ehlers, 17. April 1944

II. Gruppe
- Hauptmann Hans von Hahn, 15. Januar 1942 – Juni 1942
- Oberleutnant Detlev Rohwer, 20. Juni 1942 – Oktober 1942
- Hauptmann Robert Olejnik, Mai 1943 – 28. Juni 1943
- Major Heinrich Bär, 15. März 1944 – 12. Mai 1944
- Oberleutnant Georg-Peter Eder, 13. Mai 1944 – Juni 1944
- Oberleutnant Rüdiger Kirchmayr, Juni 1944 – Juli 1944
- Hauptmann Hermann Staiger, 1. August 1944 – Januar 1945
- Hauptmann Paul-Heinrich Dähne, März 1945 – 24. April 1945

III. Gruppe
- Major Karl-Heinz Leesmann, 1. April 1943 – 25. Juli 1943
- Hauptmann Robert Olejnik, 26. Juli 1943 – 8. Oktober 1943
- Major Hartmann Grasser, 27. April 1944 – 31. Mai 1944
- Hauptmann Karl-Heinz Weber, 3. Juni 1944 – 7. Juni 1944
- Hauptmann Alfred Grislawski, 7. Juni 1944 – Juni 1944
- Hauptmann Heinz Knoke, 13. August 1944 – Oktober 1944
- Hauptmann Erich Woitke, Oktober 1944 – 24. Dezember 1944

## Bekannte Geschwaderangehörige
- Gerd Gaiser (1908–1976), war ein deutscher Schriftsteller
- Heinz Knoke (1921–1993), war von 1951 bis 1952, für die Sozialistische Reichspartei, Mitglied des Niedersächsischen Landtages
- Heinz Melkus (1928–2005), war ein Automobilrennfahrer und Konstrukteur von Rennwagen
- Erich Mix (1898–1971), war von 1954 bis 1960 Oberbürgermeister von Wiesbaden
- Otto H. Schiele (1922–2012), war ein Industriemanager
- Fritz Wegner (1922–2007), war von 1981 bis 1983, als Generalleutnant der Luftwaffe der Bundeswehr, Kommandierender General des Luftflottenkommandos